# Jesenski podlesek
Jesenski podlesek (znanstveno ime Colchicum autumnale) najdemo v slovenskem izrazoslovju tudi pod različnimi drugimi imeni (cmerika, divji luk, golobjak, jesenski materničnik in drugimi). Sicer rastlino uvrščamo v družino podleskovke. Ime rastline se nanaša na jesensko cvetenje, rodovno ime Colchium pa je dobila po pokrajini Kolhida ob Črnem morju.
Podlesek cvete jeseni iz 10 do 20 cm v zemljo vkopanega čebuljastega gomolja. Iz kratkega peclja, ki je skrit v njem, poganjajo 1 do 3 vijolično rdeči cvetovi. Dno cvetnega plaščka je dolga cev, ki se ob vrhu razdeli na šest 3 do 4, največ 6 cm dolgih ter 6 do 15 mm širokih podolgasto ovalnih cvetnih listov. Snop cvetov objema ob njihovem cevastem dnu nožnica iz dveh luskastih listov. Od gomolja do vrha meri cvetni plašček 12 do 18 cm.
Sicer oplojena plodnica, ki je skrita v gomolju, prezimi. Spomladi se ob dozorevanju dvigne iz tal, obdaja jo 3 do 8 dolgih, ozkih, suličastih pa celorobih ter mesnatih do 35 cm dolgih listov. Iz plodnice se razvije glavica, ki razpade v 3 do 5 cm dolge, jajčaste in kožnate mešičke; vsak ima kakih 60 do 80 okroglastih, rjavkastih semen s hrapavo površino.
Gomolji so debeli, mesnati, pokrivajo jih luskasti listi; to so ostanki listnih nožnic iz prejšnjega leta. Ko gomolj odmre, se iz popka ob njem razvije nov gomolj: tako je torej podlesek trajnica. Ker pa dozori njegov plod spomladi, cvete pa jeseni, ima latinsko ime filius ante patrem, kar pomeni »sin (se rodi) pred očetom«.

## Učinkovine
V podleskovem semenu so do zdaj odkrili okrog 20 alkaloidov (0,5–1 %). Bolj natančno gre za tropolonske alkaloide, med katerimi so predvsem pomembni kolhicin, demekolcin in kolhikozid.

## Delovanje in uporaba
Za zdravilno uporabo so primerni cvetovi, gomolji in semena. Za pridobivanje učinkovine alkaloida kolhicina na trgu dobimo drogo podleskovega semena (Colchici semen – zrela posušena semena) ali sveže čebulice, nabrane spomladi (Colchicum autumnale). A kljub temu danes uporabljajo drogo zaradi velike strupenosti le še v standardiziranih pripravkih ali kot čisti kolhicin pri akutnih napadih protina. Že 5 g semena jesenskega podleska predstavlja smrtni odmerek za odraslega človeka.
Kolhicin je najučinkovitejše zdravilo pri akutnem napadu podagre. Po eni strani zavira gibanje posebne oblike belih krvničk, monocitov, in njihovo prodiranje v vnete sklepe. Tako se v sklepih količina prostaglandinov, ki povzročajo vnetne procese, ne poveča, in vnetje ne poslabša. Hkrati kolhicin preprečuje nastanek novih kristalov sečne kisline, ki prav tako povzročajo vnetja. Vendar na nivo seča v krvi ali izločanje sečne kisline nima nobenega vpliva. Učinek podleska za lajšanje podagre so poznali že v srednjem veku, hkrati pa so vedeli, da uporaba podleska zelo hitro privede do smrtnih zastrupitev, zato so ga uporabljali tudi za umore s strupom.
Kolhicinovo zaviranje celičnih delitev uporabljajo agronomi za vzgojitev poliploidnih rastlin (to so rastline z večkratnim skupkom kromosomov v celicah). Kot z zaviralcem celične rasti pa so poskušali z njim zdraviti tudi raka. Vendar je kolhicin zelo strupen. Bolje se je obnesel dezacetil-metil-kolhicin oz. demekolcin, ki v kombinaciji z obsevanjem nekoliko pomaga proti krvnemu raku (levkemiji), raku žlez mezgovnic in kožnim karcinomom.
Razmeroma pogoste pa so tudi zastrupitve s podleskom, zlasti pri otrocih, ki jedo seme ali cvetove. Do neželenih reakcij, kot je močna driska, lahko pride tudi pri uporabi droge pod zdravniškem nadzorom. Tako moramo zastrupitve jemati resno že zato, ker se prvi znaki pokažejo šele nekaj ur po tem, ko seme zaužijemo. Prvi znaki zastrupitve so podobni kot pri drugih zastrupitvah. V grlu praska in peče ter imamo občutek, da je suho. Po enem dnevu se pojavijo močne driske, poškodbe krvnega obtoka in po dveh dnevih lahko pride do paralize centra za dihanje. Druga možna nevarnost pa je tudi zamenjava listov z listi čemaža. Jesenski podlesek je po Pravilniku o razvrstitvi zdravilnih rastlin uvrščen v kategorijo ND (uporaba ni dovoljena).  Znano je tudi, da domače živali, kot so ovce in koze, brez škode prenesejo večje količine podleska, zgolj z njihovim mlekom pa pri ljudeh tudi že pride do zastrupitve.